# Bobulja
Bobulja (cyr. Бобуља) – wieś w Czarnogórze, w gminie Danilovgrad. W 2011 roku liczyła 230 mieszkańców.